# Charles Kingsley
Charles Kingsley (Holne, 12 giugno 1819 – Eversley, 23 gennaio 1875) è stato uno scrittore, docente e presbitero britannico anglicano legato al socialismo cristiano, di cui fu un fervente attivista. Era amico e corrispondente di Charles Darwin. Nel 1864 iniziò una serie di pamphlets contro la conversione dall'anglicanesimo al cattolicesimo di John Henry Newman.

## Biografia

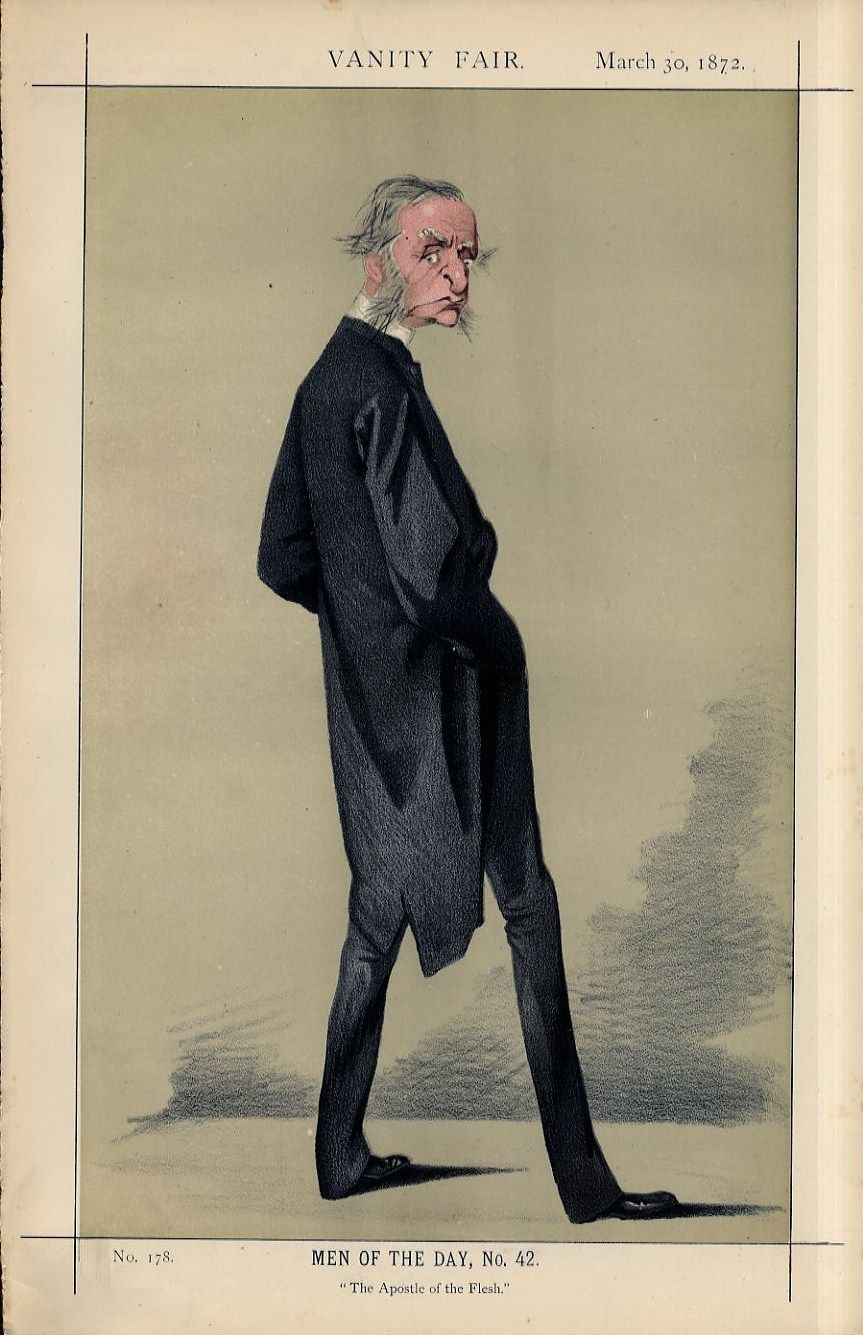
Caricatura di Adriano Cecioni, pubblicata su Vanity Fair nel 1872.

Kinglsey nacque a Holne, nel Devon, maggiore dei due figli del Reverendo Charles Kingsley e di sua moglie Mary lucas Kingsley. Suo fratello Henry e sua sorella Charlotte divennero anche loro scrittori. Charles trascorse la sua infanzia a Clovelly, dove suo padre era curato 1826-1832 e rettore dal 1832 al 1836, e a Barkack, nel Northamptonshire, e fu educato al Bristol Grammar School a Helston prima di studiare al King's College London, e poi all'Università di Cambridge. Charles entrò nel Madgalene College, nel 1838, si laureò nel 1842. Egli scelse di perseguire la carriera ecclesiastica. Dal 1844, fu rettore di Eversle nell'Hampshire. Nel 1859 fu nominato cappellano della Regina Vittoria. Nel 1860, fu nominato Regius Professor di Storia Moderna all'Università di Cambridge. Nel 1861 divenne un tutore privato del Principe di Galles. Nel 1863 attaccò John Henry Newman, importante teologo prima anglicano e poi cattolico, sulla sua conversione religiosa, a causa del forte sentimento anticattolico di Kingsley. Tale attacco fu il motivo che spinse Newman a redigere la sua Apologia Pro Vita Sua.
Kingsley fece parte del Edward Eyre Defence Committee nel 1866 insieme a Thomas Carlyle, John Ruskin, Charles Dickens, John Tyndall e Alfred Tennyson, dove sostenne la brutale soppressione della Morant Bay Rebellion contro il Comitato Giamaicano da parte del Governatore Giamaicano Edward Eyre.
Nel 1869 Kingsely rassegnò le dimissioni dal collegio docenti di Cambridge e, dal 1870 al 1873, fu canonico della Cattedrale di Chester. A Chester fondò la Chester Society for Natural Science, Literature and Art, che giocò un importante ruolo nella fondazione del Grosvenor Museum. Nel 1872 accettò la Presidenza del Birmingham and Midland Institute e divenne il suo 19º presidente. Nel 1873 fu fatto canonico dell'Abbazia di Westminster. Kinglsey morì nel 1875 e fu sepolto nel cimitero della chiesa di St. Mary in Eversley.
La sua vita fu redatta in forma di biografia dalla vedova nel 1877, con il titolo Charles Kingsley, his Letters and Memories of his Life.

## Pensiero

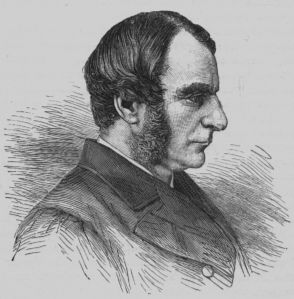
Kingsley

L'interesse di Kingsley verso la storia è dimostrato in molti dei suoi scritti, inclusi The Heroes (1856), un libro per bambini sulla mitologia greca, e numerosi romanzi storici, dei quali i più conosciuti sono Hypatia (1853), Hereward the Wake (1865) e Westward Ho! (1855).
Era favorevole all'idea di evoluzione e fu uno dei primi ad accogliere il libro di Charles Darwin L'origine delle specie. Gli era stata inviata una copia di revisione preliminare e nella sua risposta del 18 novembre 1859 (quattro giorni prima che il libro fosse messo in vendita) dichiarò che «da molto tempo, guardando la traversata di animali addomesticati e piante, imparava a non credere al dogma della permanenza delle specie».
A tale proposito può essere ricordata una sua affermazione: "Madre Natura fa sì che le cose si facciano da sé". In questa osservazione c'è un molto da meditare.
L'interesse di Kingsley per le riforme sociali è illustrato nel suo classico The Water-Babies, A Fairy Tale for a Landy Baby (1863), un racconto riguardo agli spazzacamini, che ha mantenuto la sua popolarità anche nel XX secolo. La storia menziona i protagonisti nel dibattito scientifico sovra le origini dell'umanità.
Kingsley fu accusato di razzismo verso i poveri cattolici irlandesi, e scrisse in una lettera a sua moglie dall'Irlanda nel 1860 che «Sono ossessionato dagli scimpanzé umani che ho visto lungo quei cento chilometri di orribile paese [Irlanda] ... vedere gli scimpanzé bianchi è spaventoso; se fossero neri non si noterebbe così tanto, ma le loro pelli, tranne dove sono abbronzate dall'esposizione [dei raggi solari], sono bianche come le nostre». Kingsley fu anche poeta e scrisse articoli politici, tanto come numerosi volumi di sermoni.

## Eredità

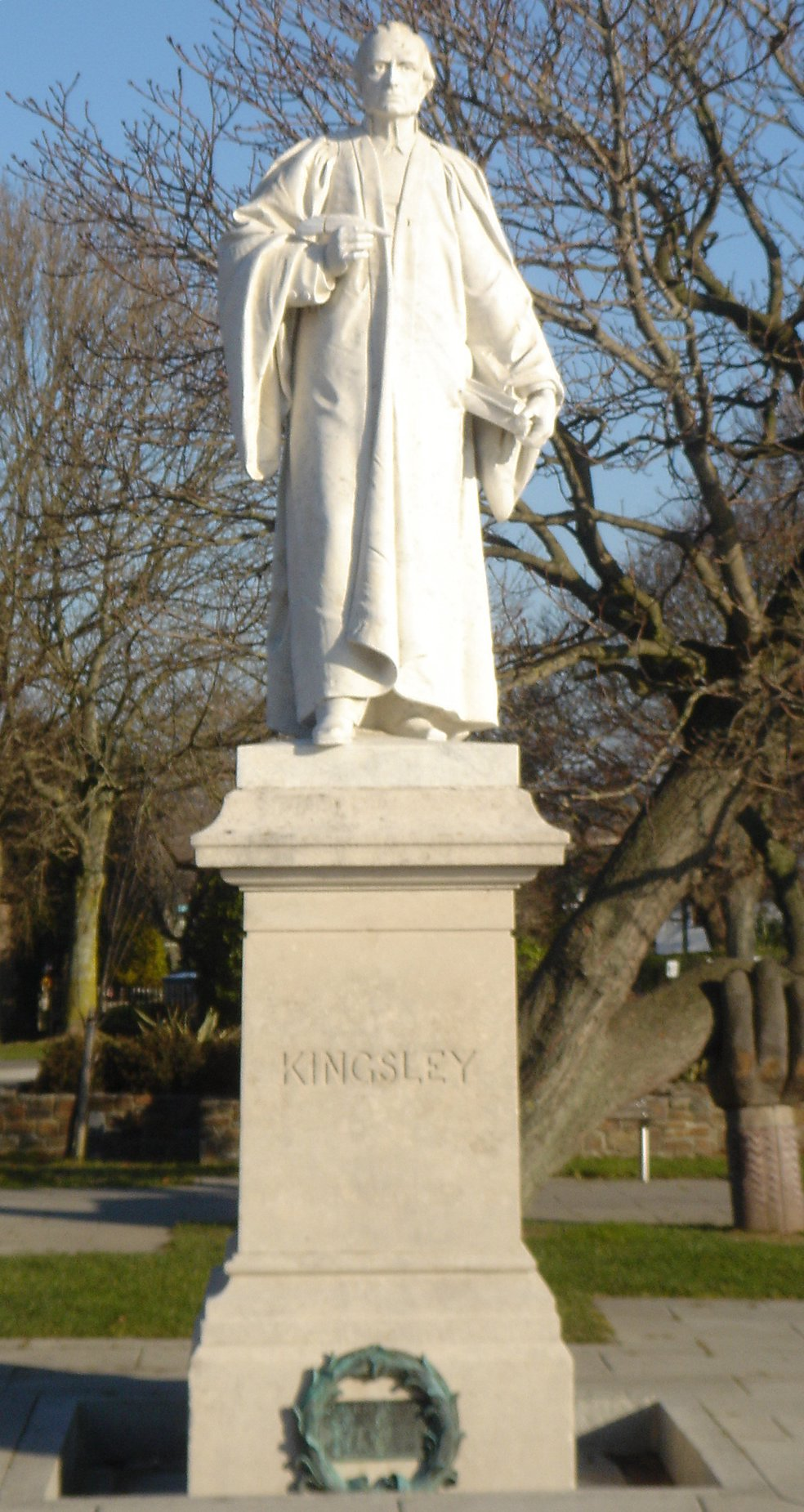
Statua di Charles Kingsley a Bideford, Devon (UK)

Il romanzo di Kinglsey Westward Ho! spinse alla fondazione di un villaggio con lo stesso nome (l'unico nome di una località in Inghilterra con un'esclamazione) e ispirò la costruzione di Bieford, Westward Ho! and Appledore Railway. Un hotel in Westard Ho fu chiamato e aperto da Kingsley. Nel 1897 fu aperto a Bloomsbury, a Londra, un hotel dedicato a Kingsley da parte di astemi che ammiravano le idee e le riforme sociali di Kingsley. Esso esiste ancora ed è conosciuto come The Kingsley by Thistle. Nel 1905 il compositore Cyril Rootham scrisse un'opera musicale sulla poesia di Kinglsey Andromeda: l'opera fu musicata al Bristol Music Festival nel 1908.

## Opere
- Yeast, romanzo (1848)
- Saint's Tragedy, tragedia
- Alton Locke, romanzo (1849)
- Twenty-five Village Sermons (1849)
- Cheap Clothes and Nasty (1850)
- Phaeton, or Loose Thoughts for Loose Thinkers (1852)
- Sermons on National Subjects (prima serie, 1852)
- Hypatia, romanzo (1853)
- Glaucus, or the Wonders of the Shore (1855)
- Sermons on National Subjects (seconda serie, 1854)
- Alexandria and her Schools (1854)
- Westward Ho!, romanzo (1855)
- Sermons for the Times (1855)
- The Heroes, Greek fairy tales (1856)
- Two Years Ago, romanzo (1857)
- Andromeda and other Poems (1858)
- The Good News of God, sermoni (1859)
- Miscellanies (1859)
- Limits of Exact Science applied to History (lezioni inaugurali, 1860)
- Town and Country Sermons (1861)
- Sermons on the Pentateuch (1863)
- The Water-Babies, A Fairy Tale for a Land Baby (1863)
- The Roman and the Teuton (1864)
- David and other Sermons (1866)
- Hereward the Wake: "Last of the English", romanzo (London: Macmillan, 1866)
- The Ancient Régime (Letture all'Istituzione Reale, 1867)
- Water of Life and other Sermons (1867)
- The Hermits (1869)
- Madam How and Lady Why (1869)
- At Last: a Christmas in the West Indies (1871)
- Town Geology (1872)
- Discipline and other Sermons (1872)
- Prose Idylls (1873)
- Plays and Puritans (1873)
- Health and Education (1874)
- Westminster Sermons (1874)
- Lectures delivered in America (1875)